# Der neunte Arm des Oktopus
Der neunte Arm des Oktopus ist ein Ökothriller des deutschen Drogeriekettenbesitzers und Milliardärs Dirk Roßmann. Das Buch erschien im November 2020 bei Bastei Lübbe, bei dem Roßmann Großaktionär ist. Das Buch entstand in Zusammenarbeit mit 13 Personen. Der Titel bezieht sich auf das Buch Rendezvous mit einem Oktopus (2015) von Sy Montgomery.

## Inhalt

### Zusammenfassung
Der Roman erzählt von den Anfängen der im Jahr 2022 gegründeten G3-Allianz der Supermächte: China, Russland und USA. Diese verspricht, Lösungen für die Gefährdung des Weltklimas durchzusetzen und eine friedliche Zukunft der Welt zu sichern. Im Jahr 2025 bahnt sich eine internationale Krise an, als die G3-Allianz eine militärische Intervention gegen Brasilien beschließt. Parallel dazu ergreifen Gegner der neuen internationalen Koalition konspirative Maßnahmen, um eine friedliche Lösung des Konflikts zu verhindern.
Die Hauptgeschichte spielt in der Zeit zwischen 2018 und 2025. Zusätzlich wird in einigen Zwischenkapiteln ein Rückblick über jene Ereignisse sowie ein Ausblick über spätere Entwicklungen im Rahmen einer Tagung führender Fachleute, die im Jahr 2100 in Paris zusammenkommen, gegeben.

### Haupthandlung: 2018–2025
Ein Prolog behandelt die geringe Bedeutung des Menschen im zeitlichen Verhältnis zum Planeten Erde und seine zerstörerische Wirkung im Anthropozän, angelehnt an den Vortrag Erde und Weltraum von Alvo von Alvensleben (1970). Die Handlung setzt im Jahr 2018 ein mit der raschen Ausbreitung der tödlichen Milzbrand-Infektion im Volk der Nenzen und bei dessen Rentieren auf der Jamal-Halbinsel in Nordwest-Sibirien. Die Seuche wurde vermutlich durch den Rückgang von Permafrostböden ausgelöst.

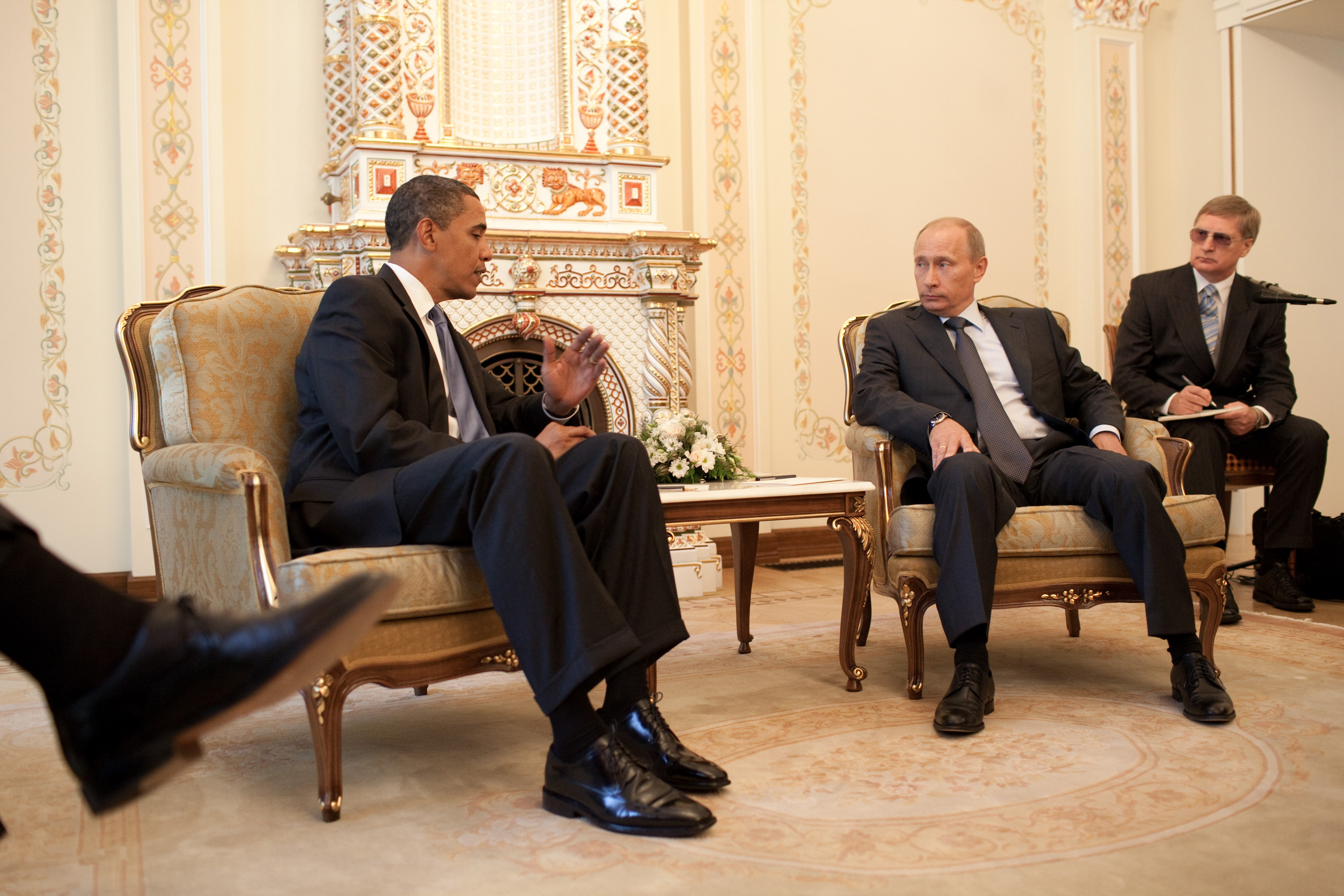
Wladimir Putin vor dem Kamin seiner Datscha Nowo-Ogarjowo (2009)

Wenige Monate später erhält Wladimir Putin eine Ausgabe des Buches der Naturforscherin Sy Montgomery Rendezvous mit einem Oktopus (englisches Original The Soul of an Octopus, 2015) aus der Hand seines Freundes Gerhard Schröder, der ihn auf seiner Datscha Nowo-Ogarjowo besucht. Im April 2019 trifft sich Putin inoffiziell während eines Gipfeltreffens in Peking mit dem Staatspräsidenten Xi Jinping und der US-Senatorin Kamala Harris. Harris übermittelt einen von den beiden Staatschefs unterbreiteten Vorschlag an den US-Präsidenten, dass die drei Supermächte ihre Differenzen beiseitelegen und eine gemeinsame Politik verfolgen sollen.
Im November 2022 findet eine Konferenz zwischen den drei Weltmächten in Miami, Florida, statt. Das Ergebnis ihrer Übereinkunft und ihr gemeinsamer politischer Wille wird in einem Kommuniqué dargestellt: Maßnahmen zum Klimaschutz, gegen den Anstieg der Weltbevölkerung und die Beilegung internationaler Konflikte sollen durchgesetzt werden können. Im Januar 2025, während der Amtseinführung von Präsidentin Harris, wird auf Grund einer internationalen Machbarkeitsstudie ein Klimarettungspaket angekündigt, dessen Ziele innerhalb von fünf Jahren erreicht werden sollen. Die Supermächte, die sich inzwischen die Allianz der G3 nennen, ziehen sich aus der NATO und den Vereinten Nationen zurück und drohen Ländern, die mit deren Maßnahmen nicht einverstanden sind, mit Sanktionen.
In den Jahren 2023 bis 2025 ereignen sich schwere Naturkatastrophen sowie wirtschaftliche und politische Krisen in Entwicklungsländern. Ein russischer und ein chinesischer Regierungsbeamter, die beide Gegner der neuen Politik der G3-Allianz sind, treffen sich heimlich in Saudi-Arabien und bedienen sich der Dienste eines nigerianischen Waffenhändlers.
Im April 2025 kommt es zu einer internationalen Krise zwischen Brasilien und den G3-Staaten. Der Milliardär Bill Gates wird von der Allianz autorisiert, als „Emissär“ nach Argentinien zu reisen, um „einen guten Rat“ an Pablo Telés, ein Mitglied der Regierung Brasiliens, zu übermitteln. Die Allianz verlangt das Ende der Brandrodung des Regenwaldes sowie eine Umstellung der brasilianischen Wirtschaft; im Gegenzug bietet sie finanzielle Kompensationen an. Während des heimlichen Treffens sagt Gates: „…die G3-Allianz ist entschlossen, ihre geballte – auch militärische – Macht zu nutzen, um bestimmte Projekte einzuleiten, bestimmte falsche Entwicklungen zu beenden. Sofort zu beenden! Nicht verhandelbar.“
Der brasilianische Verteidigungsminister Telés argumentiert hingegen, dass Brasilien eine unabhängige Republik ist und eine Einmischung durch die G3-Staaten nicht tolerieren will. Als er den Standpunkt seines Präsidenten nochmals betont, rät Gates, Batista „loszuwerden“.
Während die G3-Allianz ihre militärische Macht vor der Küste Brasiliens und in der Luft demonstriert, treffen sich in São Paulo die beiden Konspiratoren, der russische Marschall Bykow und der chinesische Wissenschaftler Dr. Zhiming, um eine Lieferung von höchstmodernen Waffen für Brasilien zu organisieren, die sich gegen die G3-Allianz verteidigen will. Bei einem Treffen der Gegner der G3-Allianz lauscht zufällig der brasilianische Catering-Koch, da Silva, und wird dabei aus der Ferne vom Waffenhändler Olufunmilayo beobachtet. Nach kurzem Nachdenken entscheidet sich da Silva, seine Kontakte zu nutzen, um diese brisanten Informationen an den Präsidenten Batista während eines Spiels des FC São Paulo weiterzugeben. Etwa zeitgleich erhält eine Mitarbeiterin des brasilianischen Geheimdienstes, Sofia Della Bettemcour, Besuch von Bykow und Zhiming. Sie vermutet hinter deren Aussage eine gezielte Fehlinformation. Der Präsident von Brasilien und sein Verteidigungsminister Telés sind auf Grund von anderen zugespielten Falschinformationen überzeugt, dass die G3-Allianz nur blufft und sehen Brasilien dank des Ankaufs von neuen Waffen in der Lage, sich gegen einen Angriff zu verteidigen.
Bettemcour nutzt ihre Kontakte zu ausländischen Geheimdiensten, deckt die Beziehung zwischen Bykow und Zhiming und dem nigerianischen Waffenhändler Olufunmilayo auf und kommt zu dem Schluss, dass diese Männer die Absicht verfolgten, Brasilien in den Krieg zu treiben.  Sowohl da Silva wie Bettemcour gelingt es unabhängig voneinander, dem Verteidigungsminister Telés die Erkenntnis zu übermitteln, dass die G3-Allianz bereit sei, Brasilien anzugreifen, und die Waffenlieferanten ein böses Spiel trieben.
Am folgenden Tag wird der brasilianische Präsident von drei Ministern aufgefordert, mit der G3-Allianz zu verhandeln und deren Forderungen nachzugeben. Als er diesen Schritt verweigert, berufen sie sich auf die brasilianische Verfassung und entheben ihn seines Amtes. Verteidigungsminister Telés übernimmt die Regierung Brasiliens. Zwei Tage später ziehen sich die alliierten Streitkräfte wieder zurück. Kurz darauf schreibt der Chefredakteur der New York Times einen Leitartikel mit der Überschrift „Kriegsgefahr gebannt – Wendepunkt für die Welt“.

### Zwischenkapitel: 2025–2100
Neben der Hauptgeschichte streut der Autor in zehn Zwischenkapiteln, die etwa ein Zehntel des Buches ausmachen, Details über die gesellschaftlichen, politischen und technischen Entwicklungen ein, die das Leben auf der Erde im Laufe der 75 Jahre nach den Ereignissen des Jahres 2025 verändert haben.
Der Einsatz von Künstlicher Intelligenz durchdringt viele Bereiche des täglichen und gesellschaftlichen Lebens. Im häuslichen Alltag werden sprechende Roboter eingesetzt, die auf gesundheitliche Überwachung und das Erledigen organisatorischer Dienste (etwa Kofferpacken, Terminkalenderpflege) sowie Küchendienste wie Kochen und Kompostieren programmiert sind. Die Ernährung basiert auf pflanzlichen Produkten und künstlichem Fleisch; im Gesundheitswesen verwendet man computergesteuerte Behandlungsstühle, die auf die Stimmung des Patienten reagieren und „Nanomeds“, die in der Blutbahn zirkulieren; Häuserwände sind mit Pflanzen begrünt und mit Solarpanelen bedeckt; in der Landwirtschaft übernehmen Roboter-Insekten die Bestäubung von Blüten. Mit der Magnetschwebebahn kann man in kürzester Zeit über große Distanzen reisen und ein Teil des alltäglichen Handels, wie der Kauf von Einrichtungsgütern, ist obsolet geworden.

### Paris 2100
Im Mai 2100 findet in Paris ein jährlich wiederkehrendes Treffen von sieben auf ihren jeweiligen Fachgebieten führenden Experten statt, die ihre Berichte und Ideen miteinander teilen und diskutieren. Sie werden sehr gut bezahlt, um der Weltregierung als eine Art Thinktank zu dienen. Auf der Tagesordnung steht eine Diskussion über ein historisches Thema, „über die Jahre der Entscheidungen, damals um 2025, und warum es so kommen musste, wie es kam. Und ob es damals anders gelaufen wäre, wenn nicht Menschen regiert hätten, sondern Algorithmen.“
In seinem Beitrag zur Tagung erzählt der 105-jährige Agraringenieur Maximilian Gundlach von seiner Teilnahme an einem Pilotprogramm zur Wiederaufforstung in der Nähe von Irkutsk am Baikalsee in den 2020er Jahren. Autonome Pflanz- und Aufforstungsroboter wurden konstruiert, um den Boden schnell und optimal zu versorgen. Um das Projekt innerhalb von drei Dekaden global zu verbreiten, wurden auf geheim gehaltene Weise Samen aus dem norwegischen Svalbard Global Seed Vault entnommen und mit genmanipulierten Pflanzen gekreuzt, und dadurch eine neue Welt von hybriden Pflanzen geschaffen. In seinem mündlichen Vortrag äußert sich Gundlach kritisch zu dieser Entscheidung und zu seiner Rolle als Wissenschaftler im Jahr 2100. Dabei erklärt er: „… dass wir Teil einer politischen Inszenierung sind – die Führer können auf uns verweisen und ihr Handeln gleichsam wissenschaftlich sanktionieren. Wir treten vor die Kameras und sprechen als die Weisen vom Berg…. Das ist zu einem Gutteil Show, und es ist in Ordnung. Ich will euch sagen, was in meinem Bericht stehen wird: genau das. Dass wir wissen, dass wir mit unseren Ideen aus der Komfortzone eine Inszenierung darstellen.“ Die jüngeren Teilnehmer der Tagung sind überrascht zu erfahren, dass die Begrünung des ganzen Planeten durch Genmanipulation erreicht wurde. Am folgenden Tag stellt man fest, dass Gundlach, ohne sich zu verabschieden, abgereist ist.
Als letzter Beitrag auf der Tagung hält Seitz ein Referat über die bisherigen Erfolge der künstlichen Intelligenz. Er stellt den Prototyp eines Bionic-Arms in der Form eines Oktopusarms vor, der sich an einem echten Tier selbständig andocken und in sein biologisches System vollständig integrieren sollte. Das Experiment misslingt, aber Seitz gibt sein Projekt nicht auf.

## Figuren

### 2018–2025
- Politiker
  - Wladimir Putin, Staatspräsident von Russland
  - Xi Jinping, Staatspräsident von China
  - Kamala Harris, Senatorin und spätere Präsidentin der USA
  - Arturo Batista, Präsident von Brasilien
  - Pablo M. Telés, Verteidigungsminister von Brasilien

- Politische Gegner (Koalition der Unwilligen)[Pos 36]
  - Michailowitsch Bykow, Planungsstratege beim russischen Verteidigungsministerium, ein Nationalist, der gegen internationale Allianzen ist
  - Yuan Zhiming, Mathematiker, Schlüsselmitarbeiter beim chinesischen Geheimdienst, der sich um seine berufliche Zukunft fürchtet
  - Robert „Bob“ Olufunmilayo, nigerianischer Waffenhändler, der als Waisenkind in Slums aufgewachsen und sich auf den Straßen von Lagos emporgearbeitet hat

- Nebenfiguren (Auswahl)
  - Ruddy, ein Oktopus im New England Aquarium
  - Bao Wenliang, ein in Deutschland ausgebildeter Ingenieur und ehemaliger Wirtschaftsminister Chinas, der sich als informeller Bote mit Kamala Harris in New York trifft
  - Joao Telés, jüngerer Bruder des brasilianischen Verteidigungsministers, Software-Unternehmer und Kunde von Microsoft
  - Bill Gates, Gründer von Microsoft, informeller Bote der G3-Allianz; trifft sich in Chile mit den Gebrüdern Telés
  - Ricardo da Silva, brasilianischer Spitzenkoch, der Mandarin spricht; Ohrenzeuge eines Komplotts gegen Brasilien
  - Sofia Della Bettemcour, mathematisch begabte Majorin des brasilianischen Geheimdienstes, die von ausländischen Konspiratoren mit Fehlinformationen in die Irre geleitet werden soll
  - Gerhard Schröder, ehemaliger Bundeskanzler der Bundesrepublik Deutschland und Gas-Lobbyist für Gazprom

### 2100
- Anwesende bei der Tagung einer Expertengruppe, die die Weltregierung berät:
  - Michelle, Französin, Produktdesignerin; Direktorin der Pariser Hochschule für Nachhaltige Ästhetik
  - Maximilian Gundlach, Deutscher, 105 Jahre alt, Agrarwissenschaftler, Ingenieur; Augenzeuge der Ereignisse von 2025
  - Robert Glass, ca. 50 Jahre alt, deutsch-amerikanischer Wirtschaftsphilosoph und Berater nachhaltiger Start-ups
  - Ann Georgii, Schwedin, ca. 40 Jahre alt, Gründerin einer virtuellen Hochschule für Change Management im Gesundheitswesen, Spezialistin für abbaubare Impfstoffe
  - Anjana Tiwari, Inderin, Juristin, Mitglied des Internationalen Komitees für Migration und Minderheitenrechte; Enkelin einer Überlebenden des Monsuns von Dharavi im Jahr 2023
  - Ilyana Lubalka, russische Neurologin und Kognitionsforscherin, die an der Erweiterung des menschlichen Gehirns durch Computerchips und der externen Speicherung des Bewusstseins arbeitet
  - Seitz, 34 Jahre alt, Soziophysiker aus Zürich, der virtuelle Vorlesungen über soziale Kompetenzen künstlicher Intelligenz an mehreren Universitäten hält
- Lionel, ein in einem privaten Aquarium in Paris gehaltener Oktopus, der von Seitz einen Bionic-Arm bekommt

## Schauplätze
- Russland
  - Sibirien, Heimat der Nenzen, dezimiert durch Milzbrand
  - Moskau und Rjasan, Regierungssitz und Geheimdienstzentrale
  - Baikalsee, Standort eines ab 2023 angefangenen Wiederaufforstungsprojekts
- China
  - Peking, Regierungssitz und Gipfeltreffen 2018
- Indien
  - Dharavi, größter Slum der Stadt Mumbai, der von einem besonders verheerenden Monsun zerstört wird
  - Pune, Standort eines neuen Projekts Schule auf Rädern, das die versprochenen Fördermittel nicht erhält, nachdem die Regierung Indiens sich weigert, die Bedingungen der G3-Allianz zu erfüllen und mit Handelsbeschränkungen belegt wird
- Saudi-Arabien
  - Dschidda, saudi-arabische Stadt am Roten Meer, Treffpunkt für Teilnehmer der internationalen Waffen-Messe
  - Bahrah, Oasen-Stadt zwischen Dschidda und Mekka und Standort einer internationalen Waffen-Messe
- Nigeria
  - Ita Egbe, ein von Armut gezeichnetes nigerianisches Dorf, das schwer vom Klimawandel betroffen ist
  - Ugo, eine Kleinstadt in Nigeria, die von chinesischer Entwicklungshilfe profitiert, aber auch teilweise von Boko Haram besetzt wird
- Brasilien
  - Brasilia, Regierungssitz
  - São Paulo, eine an der Küste liegende Industriestadt, Wirtschafts- und Kulturzentrum von Brasilien
  - Mato Grosso, Bundesstaat im Westen von Brasilien mit einem Ökosystem, das erheblich durch landwirtschaftliche Abholzung beeinträchtigt wurde
- USA
  - Boston, Standort des New England Aquariums; wird 2022 von Wladimir Putin besucht
  - Miami, Florida, Standort eines Gipfeltreffens der Supermächte
  - Washington, D.C., US-amerikanische Hauptstadt
- Europa
  - Paris, im Jahr 2100 der Treffpunkt einer Expertengruppe der Weltregierung im jahrhundertealten Restaurant La Tour d’Argent

## Rezeption

### Verkäufe

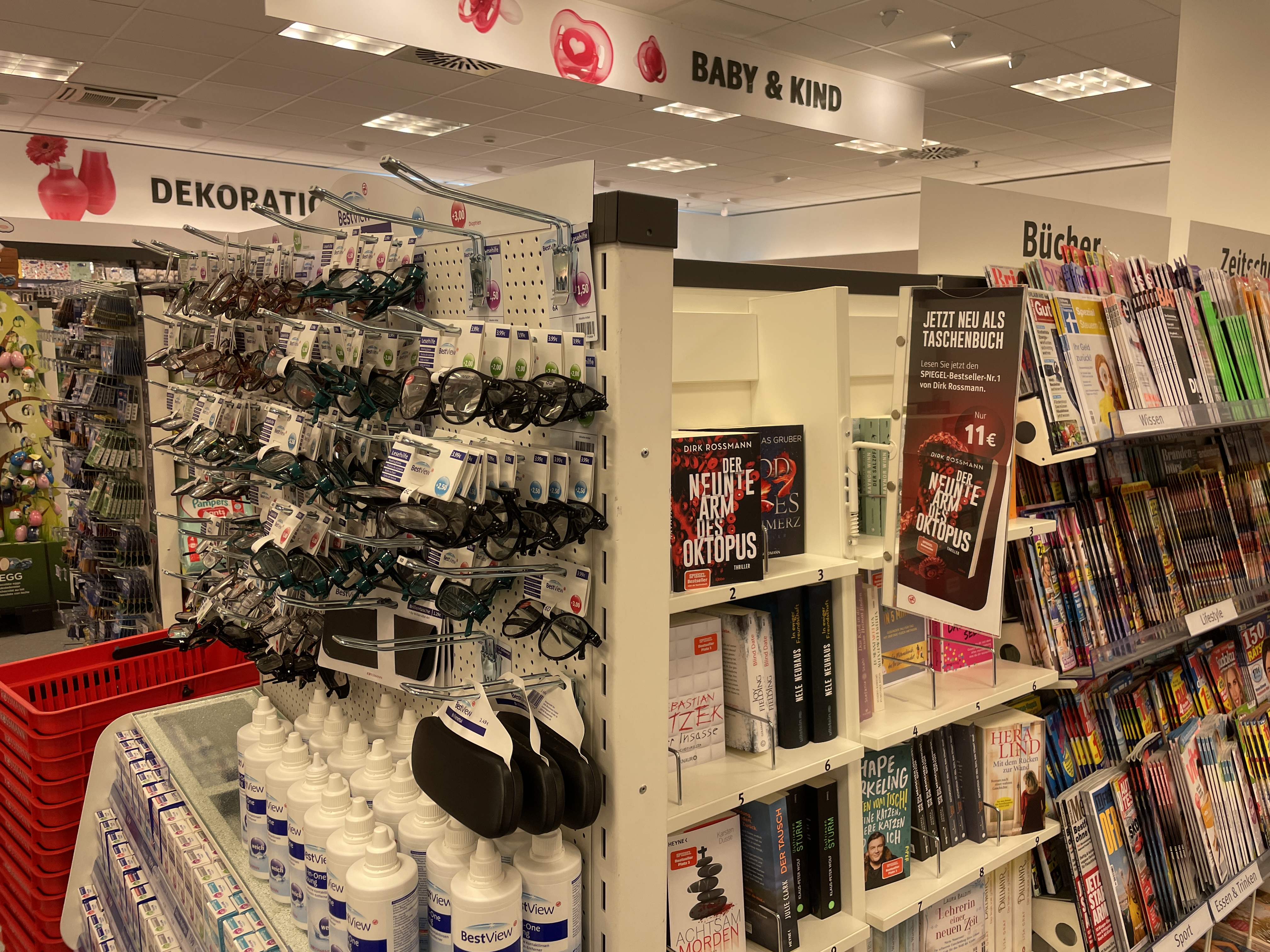
Buch in Rossmann-Filiale (2022)

Das Buch wurde vor allem in den Filialen von Roßmanns Drogeriekette Rossmann intensiv beworben und zahlreich verkauft. Der Titel erreichte Platz 1 der Spiegel-Bestsellerliste für Belletristik in der 3. Ausgabe von 2021, wo er wochenlang blieb, und erhielt außerdem Platz 5 auf der Liste der Jahresbestseller 2020. Das Buch verkaufte sich mehr als 400.000 Mal (Stand: Anfang 2022). Roßmanns zweiter Thriller, Der Zorn des Oktopus, den er zusammen mit dem Journalisten Ralf Hoppe schrieb, startete 2021 mit einer Auflage von 200.000 Exemplaren.

### Literaturkritik

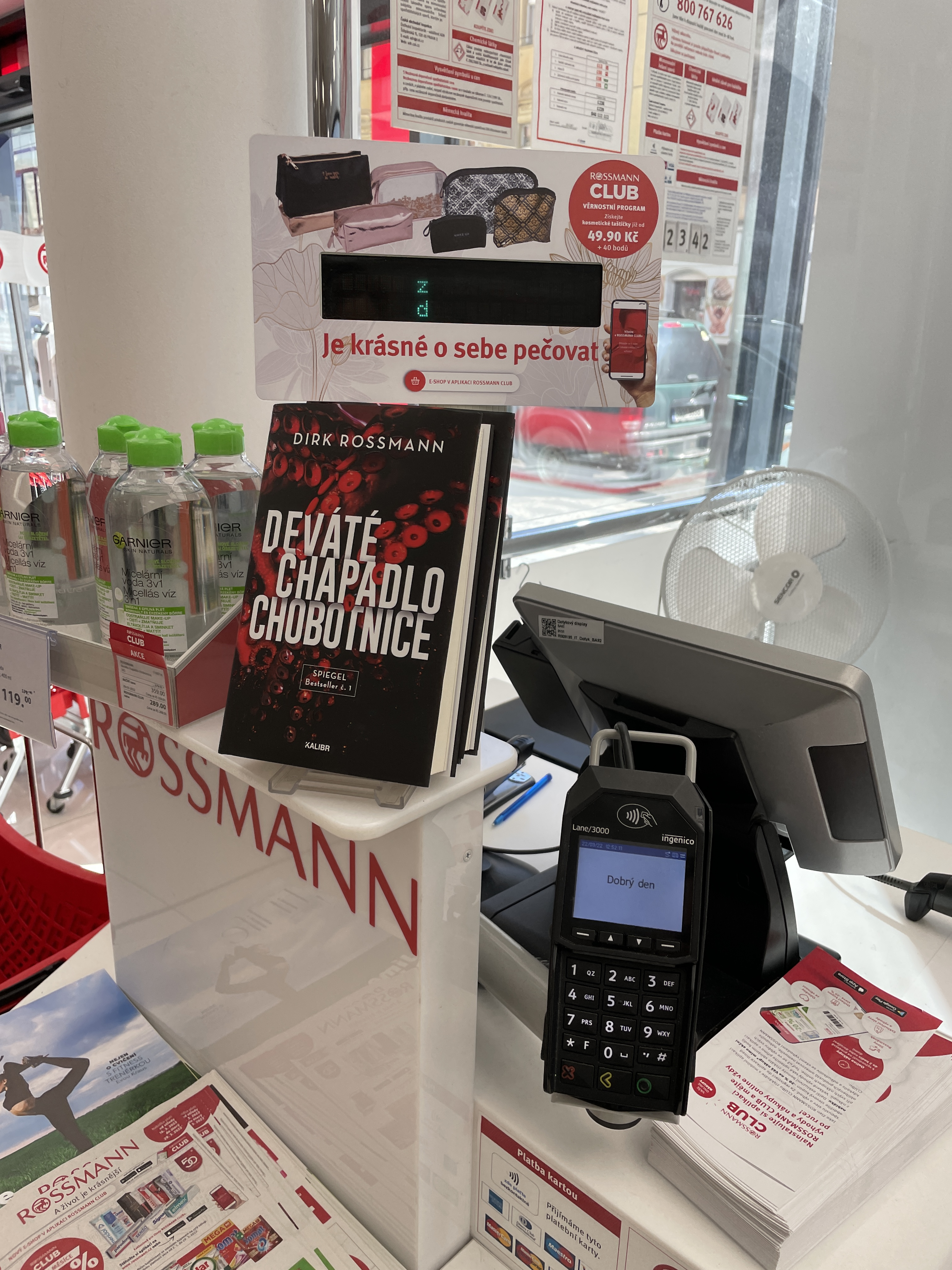
Tschechische Übersetzung an der Kasse einer Prager Rossmann-Filiale